# Galea musteloides
Galea musteloides é uma espécie de roedor da família Caviidae.
Pode ser encontrada no Chile, Argentina, Bolívia e Peru.